# The Celts (documental)
The Celts es una serie documental de 1987 que analiza los orígenes, el desarrollo y la influencia de la cultura celta en Gran Bretaña y en toda Europa. La serie fue dirigida por David Richardson, escrita y presentada por Frank Delaney, producida por la British Broadcasting Corporation y transmitida por la cadena de televisión BBC Two.
Fue remasterizada y publicada en DVD en Europa y Norteamérica en 2004. Frank Delaney también escribió un libro de acompañamiento de los seis capítulos, ampliado con cuatro cuentos tradicionales de la mitología irlandesa.

## Episodios
1. «The Man with the Golden Shoes»: se explican los orígenes del pueblo celta basados en evidencias arqueológicas e históricas y el alcance de su civilización en el continente europeo, incluyendo los dos períodos principales de la cultura celta (es decir, Hallstatt y La Tène).
2. «The Birth of Nations»: muestra la formación de las naciones celtas modernas surgiendo desde las cenizas de la conquista romana.
3. «A Pagan Trinity»: trata sobre la mitología celta, las leyendas y creencias y el período posterior a la introducción en la fe cristiana a irlandeses y escoceses.
4. «The Open-Ended Curve»: presenta la cultura celta a través del arte distintivo que la caracterizaba, desde sus orígenes hasta la actualidad.
5. «The Final Conflict»: vuelve a la narración histórica del desarrollo de la civilización celta al punto de su resurgimiento desde la conquista de sus naciones por Inglaterra y Francia, se relata detalladamente el intento de extinción de la lengua galesa, la resistencia, la revolución irlandesa y la emigración de los irlandeses y otros hacia Norteamérica.
6. «The Legacy»: trata, a modo de conclusión, sobre el grado en que la cultura contemporánea está conectada con la celta, con ejemplos como algunas normas de los ejércitos modernos, el festival galés Eisteddfod, la música irlandesa moderna o los esfuerzos de bretones y bretonenses para preservar sus lenguas nativas. Parte de este episodio fue filmado en Portmeirion (Gales) y hace referencia a The Prisoner, serie de ciencia ficción de 1960 .

## Banda sonora
La serie presentó la música de la cantante irlandesa Enya al público general. Enya, recién salida del grupo musical Clannad, recibió de David Richardson el encargo de componer la banda sonora de la serie. Cada episodio comienza con un vídeo musical de Enya interpretando el tema central del documental «The Celts». Otros dos episodios incluyen los videos musicales de «I Want Tomorrow» y «Aldebaran». En una escena del videoclip de «I Want Tomorrow» se ve a Enya vestida de cuero y con otros accesorios; y en otra escena posterior desde sus manos lanza rayos. El DVD incluye una entrevistas y actuaciones de Enya.
La banda sonora de The Celts fue publicada por primera vez en 1987 por BBC Records bajo el título Enya. Alcanzó el puesto 69 en la lista de álbumes del Reino Unido. Poco después fue publicado en Norteamérica por Atlantic Records.
En 1992, Reprise Records, titulares de los derechos de temas posteriores de Enya, tan populares como «Orinoco Flow», adquirieron los derechos del álbum Enya y lo remasterizaron y reeditaron como The Celts. Esta vez, el álbum alcanzó el puesto 10 en el Reino Unido. Además Enya apareció en un nuevo videoclip del tema principal, «The Celts».